# Vrije Bond
O Sindicato Livre ou Liga Livre (holandês: Vrije Bond ) é uma organização anarquista na Holanda e Flandres que foi fundada em 1990. O Sindicato Livre originou-se do Setor Coletivo de Organizações Empresariais (BCS) e da União Independente de Organizações Empresariais (OVB) na década de 1980.

## Ideologia
Quando o Sindicato Livre foi fundado, inicialmente se apresentou como "a organização de base para a autogestão e o sindicalismo", mas recentemente se tornou menos sindicalista e agora se apresenta como uma organização anarquista. Em suas próprias palavras, o Vrije Bond luta por "uma sociedade anarquista na qual uma pessoa pode determinar como organizar a vida". O sindicato livre visa a abolição das classes sociais, das fronteiras, do Estado e de outras relações sociais que consideram opressoras. A Liga Livre defende a igualdade entre as pessoas, a autonomia do indivíduo e a autogestão. Além disso, é uma organização ecológica e defende um "bom meio ambiente e natureza vital".
O Sindicato Livre é uma organização internacionalista e, portanto, mantém relações com grupos e federações anarquistas globais.

## Estrutura
A Liga Livre é baseada na participação igualitária e, conseqüentemente, todos os membros podem participar do processo de tomada de decisão. A organizaçao consiste em membros individuais e grupos autônomos constituintes. Existem grupos Vrije Bond em Amsterdam, Utrecht, Nijmegen, Antuérpia e Ghent. O Vrije Bond e grupos afiliados têm várias centenas de membros e se governam por meio da democracia participativa.
Vrije Bond foi um membro observador da Internacional das Federações Anarquistas. A Liga Livre coopera, mantém relações ou opera ao lado de várias outras organizações de base de extrema esquerda, como a União Anarco-Sindicalista (ASB), Doorbraak (Breakthrough), a Corrente Comunista Internacional, a União de Sindicalistas Poloneses  e o Sindicato dos Trabalhadores Livres Alemães, bem como ocasionalmente os Socialistas Internacionais, apesar de uma relação ambivalente.

## Atividades
O Vrije Bond usa a ação direta para lutar por seus objetivos. Está envolvida em questões como ecologia, migração e conflitos no local de trabalho. O Vrije Bond se organiza entre trabalhadores locais, imigrantes e estrangeiros. Eles também organizam workshops, bibliotecas e linhas de piquete, e publicam um periódico chamado Buiten de Orde (Fora da Ordem).
Em setembro de 2011, o Vrije Bond organizou uma manifestação contra as políticas do gabinete Rutte I que atraiu 1.500 pessoas.
Em 31 de março de 2012, participou do "dia de ação europeu contra o capitalismo" com uma manifestação em Utrecht que mobilizou várias centenas de pessoas.
Durante as eleições gerais holandesas de 2012, uma 'campanha anti-eleitoral' foi iniciada pelo Sindicato Livre.
O Vrije Bond também participa das comemorações anuais do Primeiro de Maio e do Pinksterlanddagen.